# Perron–Frobenius sats
Inom matematiken är Perron–Frobenius sats en sats om icke-negativa och positiva matriser, uppkallad efter matematikerna Oskar Perron och Ferdinand Georg Frobenius.

## För positiva matriser
Låt A vara en positiv kvadratisk matris. Då gäller:
- Det finns ett positivt egenvärde {\displaystyle \lambda } till A som har en tillhörande positiv egenvektor v.
- {\displaystyle \lambda } är till beloppet större än alla andra egenvärden till A.
- Alla andra positiva egenvektorer till A är en multipel av v.
- {\displaystyle \lambda } har algebraisk multiplicitet 1.

## För icke-negativa matriser
Låt A vara en icke-negativ kvadratisk matris. Då gäller:
- Det finns ett positivt egenvärde {\displaystyle \lambda } till A som har en tillhörande icke-negativ egenvektor v.
- {\displaystyle \lambda } är till beloppet större än eller lika med alla andra egenvärden till A.
- Alla andra positiva egenvektorer till A är en multipel av v.
- {\displaystyle \lambda } har algebraisk multiplicitet 1.

Om A är en irreducibel matris så gäller att v inte bara är icke-negativ, utan positiv.

## Bevisskiss
Bevisskiss att satsen gäller i {\displaystyle \mathbb {R} ^{3}}.
Givet är en icke-negativ 3x3-matris {\displaystyle A}. Vi tar en icke-negativ vektor {\displaystyle x}. Det inses lätt att avbildningen {\displaystyle Ax} då också är icke-negativ, dvs avbildar den första oktanten på sig själv. Vi definierar funktionen:
{\displaystyle f(x)={\frac {Ax}{\|Ax\|}}}
Värdemängden till {\displaystyle f(x)} är då enbart enhetsvektorer, och vi ser att {\displaystyle f(x)} avbildar mängden av alla enhetsvektorer i första oktanten på sig själv, dvs mängden {\displaystyle K=\{x\in R^{3}:x\geq 0,\|x\|=1\}}, med andra ord den del av enhetssfären som ligger i första oktanten. Denna mängd är homeomorf med en skiva i planet. Vi kan då använda Brouwers fixpunktssats, som säger att det finns ett {\displaystyle u} så att {\displaystyle f(u)=u}, vilket ger att:
{\displaystyle {\frac {Au}{\|Au\|}}=u\Rightarrow Au=\|Au\|u}
Dvs, {\displaystyle u} som ligger i första oktanten (och därför är icke-negativ) är en egenvektor, och har egenvärdet {\displaystyle \|Au\|\geq 0} (eftersom {\displaystyle \forall {x}:\|x\|\geq 0}). Alltså har {\displaystyle A} en positiv egenvektor med tillhörande positivt egenvärde.